# Cephimallota crassiflavella
Cephimallota crassiflavella é uma espécie de insetos lepidópteros, mais especificamente de traças, pertencente à família Tineidae.
A autoridade científica da espécie é Bruand, tendo sido descrita no ano de 1851.
Trata-se de uma espécie presente no território português.